# Хмелево (Плоцький повіт)
Хмелево (пол. Chmielewo) — село в Польщі, у гміні Вишогруд Плоцького повіту Мазовецького воєводства.
Населення — 79 осіб (2011).
У 1975-1998 роках село належало до Плоцького воєводства.

## Демографія
Демографічна структура станом на 31 березня 2011 року:
|          | Загалом | Допрацездатний вік | Працездатний вік | Постпрацездатний вік |
| -------- | ------- | ------------------ | ---------------- | -------------------- |
| Чоловіки | 31      | 6                  | 22               | 3                    |
| Жінки    | 48      | 12                 | 23               | 13                   |
| Разом    | 79      | 18                 | 45               | 16                   |